# علی بهجت
علی بهجت (عربی: علي بهجت فاضل؛ زاده ۳ مارس ۱۹۹۲) یک بازیکن فوتبال اهل عراق است.
وی همچنین در تیم ملی فوتبال عراق بازی کرده‌است.